# Fouzon
Der Fouzon ist ein Fluss in Frankreich, der in der Region Centre-Val de Loire verläuft. Er entspringt im Gemeindegebiet von Nohant-en-Graçay, entwässert generell in nordwestlicher Richtung und mündet nach rund 59 Kilometern im Gemeindegebiet von Couffy als linker Nebenfluss in einen Seitenarm des Cher. Auf seinem Weg durchquert der Fouzon die Départements Cher, Indre und Loir-et-Cher.

## Orte am Fluss
- Graçay
- Dun-le-Poëlier
- Chabris
- Varennes-sur-Fouzon
- Meusnes